# Los simuladores (serie de televisión de Chile)
Los simuladores es una serie de televisión chilena estrenada en 2005, producida y emitida por Canal 13, mientras que su segunda temporada fue estrenada en 2010 por la misma estación.
La serie es un remake de la serie argentina del mismo nombre. Los protagonistas son Bastián Bodenhöfer, Benjamín Vicuña, Daniel Alcaíno y Ramón Llao.
Luego de la emisión de la primera temporada, se comenzó a grabar la segunda cerca del año 2006, la que recién fue emitida en 2010. No obtuvo grandes críticas y sus dos temporadas pasaron desapercibidas ante el público chileno, siendo criticada por los seguidores de la serie original como "una fotocopia hecha en Chile". Sin embargo, significó para Canal 13 la primera incursión en las series de ficción producidas en formato cine, en el cual la televisión chilena recién había comenzado a incursionar cerca del año 2002. 
Este fue el primer remake internacional de la serie argentina, a la que vendrían adaptaciones en España, México (siendo esta la más exitosa junto a la original) y Rusia.

## Trama
La serie cuenta sobre cuatro socios que tienen una "empresa" de simulación, formada por Ernesto Santos, Pablo Lorca, Emilio Ravenna y Gabriel Medina. Son contratados por clientes que han sido recomendado por ex-clientes y estos a su vez son llamados a colaborar con Los Simuladores en diferentes casos y oportunidades.

## Capítulos

### Primera temporada
| Número | Nombre                | Argentina                | España              | México               | Descripción |
| ------ | --------------------- | ------------------------ | ------------------- | -------------------- | --- |
| 1      | Antecedentes clínicos | Diagnóstico rectoscópico | Colonoscopía        | Colonoscopía         | Intentan ayudar a un taxista apellidado Venegas, quien es hostigado por un prestamista, a quien hacen creer que la única persona que puede donarle sangre para una delicada cirugía es el taxista.     |
| 2      | Carga académica       | El Joven Simulador       | El Joven Simulador  | El Joven Simulador   | Ayudan a un estudiante a superar los exámenes engañando a sus profesores. |
| 3      | Volver                | Tarjeta de Navidad       | Segunda Oportunidad | Segunda Oportunidad  | Intentan reconciliar a Galván con su esposa Claudia que lo abandonó. |
| 4      | El rey                | Seguro de desempleo      | Recursos humanos    | Recursos humanos     | Ayudan a un desempleado a recobrar su trabajo en una importante compañía lechera. |
| 5      | Cazador cazado        | El testigo español       | Acosada             | Acosada              | Ayudan a Alicia, a deshacerse de Carlos su acosador. |
| 6      | El sobreviviente      | El último héroe          | Reality             | Reality              | Envían a Carlo Milasso, un estafador a un supuesto reality show de supervivencia a una isla abandonada en el sur de Chile.                                                                             |
| 7      | Asalto express        | Fuera de cálculo         | El Atraco           | Operación Ocelote    | Santos y Lorca ayudan a unos asaltantes (que los habían tomado como rehenes) que están acorralados por policías corruptos que, al frustrarse el robo, intentarán eliminarlos para no verse implicados. |
| 8      | El gran juicio        | El debilitador social    |                     |                      | Un tribunal especial de la ONU juzgará por Pre-crímenes contra la Humanidad a una agencia de modelos que obliga a éstas a llevar una estricta vida.                                                    |
| 9      | Los Impresentables    | Los Impresentables       | Los Impresentables  | Los Impresentables   | Colaboran con una muchacha esforzada a presentarle sus padres a la familia de su novio. |
| 10     | Superhéroes           | El vengador infantil     |                     | El vengador infantil | Ayudan a un estudiante, hostigado frecuentemente por sus compañeros, a superar sus temores y revertir la situación de abuso.                                                                           |

### Segunda temporada
- 1: Atracción fatal: En este caso, el cliente es también la víctima. Los simuladores lo ayudan a dejar de desear a otras mujeres ya que él tiene miedo de engañar a su esposa.

- 2: El secreto de Marcela:  El grupo ayuda a una mujer recientemente divorciada a recuperar su amor propio y ganas de vivir, organizándole una cena con el que ella piensa es el auténtico Paul McCartney.

- 3: Vampiros: Los simuladores ayudan a un grupo de ancianos a que no vendan el asilo donde residen, valiéndose para ello de una historia sobre vampiros.

- 4: Cosas del corazón: Para ayudar a la familia de un hombre enfermo al que su seguro médico no desea atender, el grupo trata de engañar al gerente del seguro médico de que es precandidato a un Premio Nobel, por hacer que su seguro acepte tratar enfermedades preexistentes.

- 5: El pacto Copérnico: Un abogado contrata al grupo para hacer que su esposa lo deje y le pida el divorcio, los simuladores engañan a un dueño de un cine y a la esposa del cliente para que se enamoren.

- 6: El clon: El grupo convence a un marido que golpea a su esposa de que hay un peligroso clon suyo que lo busca para asesinarlo.

- 7: Montescos y Capuletos: Un joven judío y una chica católica contratan al grupo para convencer a sus familiares de que el matrimonio mixto no es una mala idea.

- 8: El anillo de Salomón: Un joven compositor acosa a un director de orquesta, si que el músico contrata a los simuladores para que lo ayuden. Le hacen creer al joven que entiende el lenguaje de las ballenas.

- 9: Hasta que la muerte nos separe: Los simuladores se van de vacaciones, pero se encuentran con una pareja que discute demasiado. Ocurre un accidente y la mujer muere, pero Santos sospecha que es un homicidio.

- 10: Amnesia: Medina permanece inconsciente luego de recibir un fuerte golpe en la cabeza. Al despertar no recuerda nada y sus compañeros deberán ayudarlo a recuperar la memoria.

## Personajes
- Ernesto Santos (Bastián Bodenhöfer): Experto en Logística y Planificación. Es el intelectual, la razón, la inteligencia. Es el cerebro del equipo. Guarda cierta distancia tanto con sus compañeros como con los posibles clientes, lo que le permite manejarse con mayor frialdad y lucidez. Es un tipo sofisticado: habla bajo, camina pero nunca corre, sabe de vinos, de música, de pintura, de caballos y habla varios idiomas.
- Gabriel Medina (Benjamín Vicuña): Es responsable de la investigación. Se encarga de averiguar todo sobre sus clientes y las posibles "víctimas" para que el operativo resulte. Se involucra afectivamente con todos, por lo que sus ideas de justicia son sentimentales.
- Emilio Ravenna (Daniel Alcaíno): Su papel es la caracterización en los operativos. Es el artista. Aporta la magia, el talento, lo singular. Es ocurrente, sorprende con sus ideas y decisiones sobre la marcha. Durante los planes es el camaleón: crea personajes, se disfraza y tiende a ser el protagonista de las puestas en escena.
- Pablo Lorca (Ramón Llao): Su rol es primordialmente encargarse de la logística. No puede prescindir de órdenes o directivas. No hay dilemas morales con él, lo que Santos califica de correcto es correcto, confía absolutamente en él, sin cuestionarse absolutamente nada.

## Actores invitados
Han actuado muchos actores pero como invitados especiales por capítulos:
Antecedentes clínicos
- Gloria Laso - Psicóloga;
- Teresa Munchmeyer;
- Daniel Muñoz;
- Javiera Osorio;
- Aldo Parodi;
- Catalina Saavedra;
- Nicolás Saavedra - Martín Venegas;.

Carga académica
- Alejandro Castillo - Raúl Torraza;
- Francisca Castillo - Emilia;
- Felipe Castro - profesor de química;
- Luis Gnecco - Federico;
- Roberto Prieto - Químico;
- Nicolás Saavedra - Martin Venegas;
- Antonia Santa María;
- Eduardo Soto - José Soto;
- Nelson Villagra - Director del colegio.

Volver
- Pablo Ausensi;
- Ernesto Gutiérrez;
- Mariana Loyola - Claudia
- Teresa Munchmeyer;
- Daniel Muñoz;
- Coca Rudolphy;
- Catalina Saavedra.

El rey
- César Arredondo;
- Rodrigo Bastidas;
- Aldo Bernales;
- José Luis Bouchon;
- Fernando Farías;
- María José Prieto;
- Rodolfo Pulgar;
- Catalina Saavedra;
- Pablo Striano.

Cazador cazado
- Fernando Farías;
- Maria Paz Grandjean;
- Berta Lasala;
- Nicolás Saavedra - Martin Venegas;
- Josefina Velasco.

El sobreviviente
- Freddy Araya;
- Marcelo Comparini - Animador;
- Karla Constant - Carla Constant;
- Marcial Edwards;
- Gonzalo Egas - Gonzalo Egas;
- Fernando Farías;
- Nicolás Fontaine;
- Luis Jara;
- Vivi Kreutzberger;
- Jaime McManus - Carlos Milazzo;
- Bernardita Montero;
- Sandra O'Ryan;
- Armando Silva;
- Manuel Peña;
- Leonardo Perucci;
- Antonella Ríos;
- Cristian Sánchez;
- Eduardo Soto;
- Loreto Valenzuela;
- Rodolfo Vásquez.

Asalto express
- Héctor Aguilar;
- Taira Court;
- Luis Dubó;
- Carlos Embry;
- Juan Falcón;
- José Martínez;
- Luis Uribe;
- Alex Zisis.

El gran juicio
- Ernesto Anacona;
- Felipe Braun;
- Luciano Cruz-Coke;
- Adriana Vacarezza - María Teresa;
- Roberto Farias;
- Archibaldo Larenas;
- Teresa Munchmeyer;
- Angela Prieto;
- Catalina Saavedra;
- Cristian Sánchez;
- Aranzazú Yankovic;
- Alex Zisis.

Los impresentables
- Sebastián Dahm;
- Fernando Farías;
- Luis Gnecco;
- Fernando Gómez Rovira;
- María Cristina Peña y Lillo;
- Magdalena Max-Neef;
- Juan Pablo Miranda;
- Silvia Novak;
- Malucha Pinto;
- Roberto Poblete;
- Víctor Rojas;
- Patricio Strahovsky;
- Íñigo Urrutia.

Superhéroes
- Jaime Azócar;
- Roberto Farías;
- John Knuckey;
- Gabriela Medina;
- Antonella Orsini - Daniela